# Battle Creek (Míchigan)
Battle Creek (pronunciado ˌbætl ˈkriːk en inglés) es una ciudad del Estado estadounidense de Míchigan, situada al noroeste del Condado de Calhoun.  Se encuentra en la confluencia de los ríos Kalamazoo y Battle Creek. Según el censo de los Estados Unidos del 2010, la ciudad tenía un total de 52.347 habitantes.
Battle Creek es conocida como la ciudad del cereal. Allí se encuentra ubicada la sede central de la compañía Kellogg, fundada por los hermanos John Harvey Kellogg y William Keith Kellogg, quienes promovían un desayuno a base de cereales a mano de la Iglesia Adventista del Séptimo Día. 
Battle Creek apareció en la novela de T.C. Boyle El camino a Wellville y en la película del mismo nombre.
En 1982, los votantes aprobaron la unión entre el municipio de Battle Creek con el de la ciudad de Battle Creek, por presión de la compañía Kellogg, que amenazaban con mudar sus cuarteles de Battle Creek si no se producía la unión.
Battle Creek es la ciudad de mayor extensión en Míchigan, después de Detroit y Grand Rapids.

## Etimología
El nombre Battle Creek significa en español "arroyo de la batalla". De acuerdo a los relatos populares y comúnmente aceptados, el nombre "Battle Creek" tuvo su origen en una contienda entre un grupo de agrimensores liderado por el Coronel John Mullett y dos indios.
De acuerdo a varios relatos, mientras Mullett y su grupo estaban encuestando un área distante varios kilómetros de la ciudad actual en el invierno de 1823-1824, el trabajo de los agrimenores fue interrumpido por Nativos Americanos. Dos miembros del grupo, que se había quedado en el campamento, fueron atacados por dos indios, según se informa intentando robar las provisiones del grupo. Durante la pelea, los blancos abrieron fuego usando una escopeta, hiriendo seriamente a uno de los indios. El grupo de agrimensores salió puntualmente del área y no volvió hasta el junio de 1824, después de que el gobernador Cass hubiera solucionado el problema con los indios. Debido a este incidente, el arroyo cercano fue bautizado con el nombre de río Battle Creek. El río era conocido por los Nativos Americanos con el nombre de Waupakisco, al cual algunos atribuyen una etimología popular para el nombre. En este relato, el nombre Waupakisco o Waupokisco hacia referencia a una batalla anterior entre tribus nativas antes de la llegada de los colonos blancos. Sin embargo, Virgil J. Vogel establece que este término "no tenía nada que ver con sangre o batalla".

## Geografía y clima
- De acuerdo a la Oficina del Censo de los Estados Unidos, la ciudad tiene un área total de 113.1 km², de los cuales, 110.9 km² es tierra y 2.2 km² es agua (1.92%), convirtiendo a Battle Creek en la tercera ciudad más grande en cuanto a área en Míchigan.

| Parámetros climáticos promedio de Battle Creek | Parámetros climáticos promedio de Battle Creek | Parámetros climáticos promedio de Battle Creek | Parámetros climáticos promedio de Battle Creek | Parámetros climáticos promedio de Battle Creek | Parámetros climáticos promedio de Battle Creek | Parámetros climáticos promedio de Battle Creek | Parámetros climáticos promedio de Battle Creek | Parámetros climáticos promedio de Battle Creek | Parámetros climáticos promedio de Battle Creek | Parámetros climáticos promedio de Battle Creek | Parámetros climáticos promedio de Battle Creek | Parámetros climáticos promedio de Battle Creek | Parámetros climáticos promedio de Battle Creek |
| Mes                                            | Ene.                                           | Feb.                                           | Mar.                                           | Abr.                                           | May.                                           | Jun.                                           | Jul.                                           | Ago.                                           | Sep.                                           | Oct.                                           | Nov.                                           | Dic.                                           | Anual                                          |
| ---------------------------------------------- | ---------------------------------------------- | ---------------------------------------------- | ---------------------------------------------- | ---------------------------------------------- | ---------------------------------------------- | ---------------------------------------------- | ---------------------------------------------- | ---------------------------------------------- | ---------------------------------------------- | ---------------------------------------------- | ---------------------------------------------- | ---------------------------------------------- | ---------------------------------------------- |
| Temp. máx. abs. (°C)                           | 20                                             | 20                                             | 27.8                                           | 32.2                                           | 35                                             | 37.8                                           | 40                                             | 39.4                                           | 37.2                                           | 32.2                                           | 26.7                                           | 18.9                                           | 40                                             |
| Temp. máx. media (°C)                          | -0.6                                           | 0.6                                            | 6.1                                            | 14.4                                           | 21.1                                           | 26.7                                           | 29.4                                           | 27.8                                           | 23.9                                           | 16.7                                           | 7.8                                            | 1.1                                            | 14.6                                           |
| Temp. mín. media (°C)                          | -8.3                                           | -8.3                                           | -3.9                                           | 2.2                                            | 8.3                                            | 13.9                                           | 16.1                                           | 15                                             | 11.1                                           | 5.6                                            | -0.6                                           | -6.1                                           | 3.8                                            |
| Temp. mín. abs. (°C)                           | -28.3                                          | -31.1                                          | -23.9                                          | -12.2                                          | -4.4                                           | 1.7                                            | 5.6                                            | 3.9                                            | -2.2                                           | -7.8                                           | -21.1                                          | -26.7                                          | -31.1                                          |
| Precipitación total (mm)                       | 53.3                                           | 53.3                                           | 61                                             | 71.1                                           | 91.4                                           | 101.6                                          | 73.7                                           | 76.2                                           | 81.3                                           | 73.7                                           | 63.5                                           | 53.3                                           | 848.4                                          |
| Fuente: Weatherbase                            |                                                |                                                |                                                |                                                |                                                |                                                |                                                |                                                |                                                |                                                |                                                |                                                |                                                |